# Léon-Paul Classe
Pour les articles homonymes, voir Classe.
Léon-Paul Classe, né le 28 juin 1874 à Metz et mort le 31 janvier 1945 à Bujumbura, est un ecclésiastique français, Père blanc, qui fut le premier vicaire apostolique du Rwanda, occupant le siège épiscopal de Kabgayi de 1922 à 1945.

## Biographie
Léon-Paul Classe naît le 28 juin 1874 à Metz, durant l'annexion allemande. Alors qu'il est âgé de six ans, sa famille quitte l'Alsace-Lorraine pour la capitale de la France. Après ses études secondaires, il suit une formation au séminaire de Versailles, puis à Issy-les-Moulineaux, où il étudie la philosophie. En 1896, il est reçu chez les Missionnaires d'Afrique, les Pères blancs. Ordonné prêtre par Léon Livinhac, supérieur général de la congrégation, il est envoyé dans le vicariat apostolique du Victoria Nyanza méridional en Afrique.
Le P. Classe est l'un des premiers missionnaires à être envoyé au Rwanda. Le roi Musinga, d'abord hostile à sa mission, finit par accepter la conversion de ses sujets. Au Rwanda, le père Classe fonde les missions de Nyundo et Rwaza. Jean-Joseph Hirth, son supérieur au Rwanda, le nomme vicaire en 1912. 
En 1920, lorsque les territoires de l'Afrique orientale allemande sont divisés entre les vainqueurs de la Première Guerre mondiale, s’ouvre un débat entre Belges et Britanniques sur les frontières du Rwanda. Les autorités coloniales belges s’inspirent d’une étude du R.P. Classe sur ce sujet. Le R.P. Classe est alors un admirateur déclaré de l’élite Tutsi, qu'il considère comme les « dirigeants naturels » du pays. Selon lui, la structure politique du Rwanda de cette époque est proche de la structure féodale de l’Europe médiévale. Sa pensée aura une grande influence sur l'administration belge.
Rappelé en Europe en 1920, en raison de désaccords avec sa hiérarchie, il retourne au Rwanda en 1922, où il est nommé vicaire apostolique et évêque titulaire de Maxula Prates (de) le 10 avril 1922. En 1930, il n’hésite pas à prendre position sur l’organisation du pays, déclarant que la suppression de la caste Mututsi pourrait conduire à l'anarchie et à un communisme vicieusement anti-européen. 
En 1943, tous les chefs du Rwanda, ou presque, sont chrétiens. Au cours de sa mission, Léon-Paul Classe a fait construire de nombreux édifices religieux au Rwanda. 
Léon-Paul Classe est mort à Bujumbura, au Burundi, le 31 janvier 1945, peu après la libération de sa ville natale. Il est enterré dans la cathédrale Notre-Dame-de-l'Immaculée-Conception de Kabgayi.